# فرانسیسکو خوزه کاماراسا

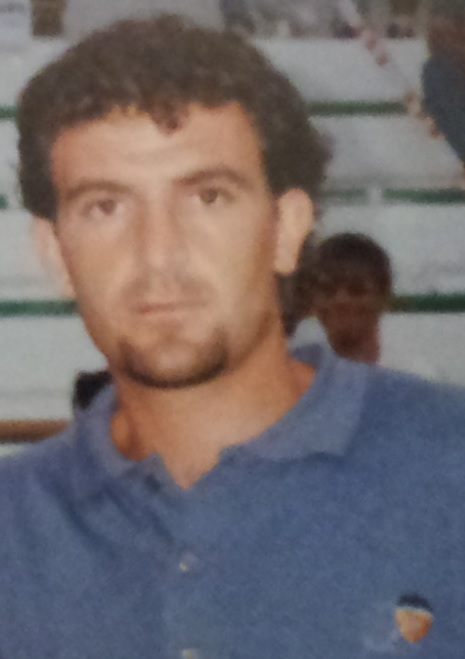
فرانسیسکو خوزه کاماراسا

فرانسیسکو خوزه کاماراسا (انگلیسی: Francisco José Camarasa؛ زادهٔ ۲۷ سپتامبر ۱۹۶۷) یک بازیکن فوتبال اهل اسپانیا است.
از باشگاه‌هایی که در آن بازی کرده‌است می‌توان به والنسیا و تیم ملی فوتبال اسپانیا اشاره کرد.